# 张健 (射击运动员)
张健（1985年7月30日—），中国男子射击運動員。

## 簡介
2012年，张健代表中国出戰英國倫敦舉行的奥林匹克运动会射擊比賽男子25米快射手槍賽事。